# Pittosporum pulchrum
Pittosporum pulchrum är en tvåhjärtbladig växtart som beskrevs av François Gagnepain. Pittosporum pulchrum ingår i släktet Pittosporum och familjen Pittosporaceae. Inga underarter finns listade.